# امین‌آباد (شمیرانات)
امین آباد (به تاتی: ابنوا) یا امین آباد‌ ِ رودک از روستاهای دهستان رودبار قصران بخش رودبار قصران شهرستان شمیران استان تهران ایران است. 

## جمعیت
جمعیت این روستا بر اساس سرشماری سال ۱۳۸۵ حدود ۳۹۰ نفر در ۱۰۳ خانوار بوده است. که قطعا تا کنون تغییر یافته است.